# George Henry Ford
George Henry Ford, alias GH Ford, (n. 20 mai 1808, Colonia Capului, Imperiul Britanic – d. 1876, Londra, Regatul Unit al Marii Britanii și Irlandei), a fost un ilustrator sud-african de istorie naturală, care sa alăturat British Museum în 1837. El a portretizat animale și a produs planșele din lucrarea lui Sir Andrew Smith Illustrations of the Zoology of South Africa.
Ford a fost fiul unui fermier englez din Cape, James Edward Ford, care era el însuși un miniaturist talentat. Căpitanul James Edward Ford, unul dintre coloniștii din 1820, s-a născut în Anglia în 1770 și a emigrat în Africa de Sud, debarcând la Port Elizabeth în aprilie 1820. Zona alocată grupului se afla la jumătatea distanței dintre Bathurst și gura de vărsarea a Great Fish River și a fost numită Cuylerville⁠(d) după numele colonelului Jacob Cuyler. Ford, soția sa Frances Stransham, și cei șapte copii ai lor se numărau printre cei 256 de coloniști de pe nava Chapman. Copiii au fost Frances Jane Ford 14, James Samuel Ford 13, George Henry Ford 11, Edward Stransham Ford 9, Adelaide Elizabeth Ford 8, Jane Murray Ford 6 și John Henry Ford 3.
Andrew Smith a făcut cunoștință cu familia Ford în 1821, când a vizitat fermierii, îndemnându-i să îi ofere specimene de interes. Tânărul George Ford suferea de o fractură de șold provocată de o vacă, o rană care l-a lăsat infirm permanent, ceea ce l-a determinat pe Smith să-l ducă înapoi în Cape Town. În timp ce se afla în convalescență acolo, a fost încurajat să picteze și să deseneze exemplarele lui Smith. S-a dovedit a fi atât de priceput încât, în 1825, Smith l-a recomandat Muzeului Africii de Sud din Cape Town, nou înființat, iar mai târziu l-a detașat la „Expediției de explorare a Africii Centrale” din 1834–1836. Un raport despre această expediție a fost Ilustrații ale zoologiei Africii de Sud, constând în principal din figuri și descrieri ale obiectelor de istorie naturală colectate în timpul unei expediții în interiorul Africii de Sud, în anii 1834, 1835 și 1836.
Când Smith s-a întors în Anglia în 1837, Ford l-a însoțit și în curând a fost recunoscut pentru calitatea lucrărilor sale. A fost angajat la British Museum și a lucrat acolo cu Smith, care în cele din urmă a fost nevoit să plece din cauza disconfortului din demisolul din Bloomsbury. Ford a continuat să lucreze sub conducerea lui John Edward Gray, asistent al Custodelui Zoologiei. Din cauza durerilor cronice de spate, Ford a lucrat în cele din urmă din casa din Surbiton⁠(d) a lui Albert Günther⁠(d), care avea să îi succedă lui Gray în 1875.
George Viner Ellis⁠(d) (1812-1900) a preluat catedra de anatomie la University College din Londra în 1850 și a devenit unul dintre cei mai importanți anatomiști ai timpului său. Această instituție, în primii treizeci și cinci de ani de existență, a publicat un număr mare de atlase anatomice. Ellis și Ford au folosit tehnica relativ nouă de cromolitografie pentru atlasul lor imperial folio de cincizeci și opt de planșe, Illustrations of Dissections in a Series of Original Colored Plates the Size of Life. Planșele au fost realizate între 1863 și 1867, între patru și șapte planșe fiind finalizate în fiecare an. Aceste planșe sunt considerate clare și precise, cu o reprezentare estetică a cadavrelor, tipărită de Mintern Bros. și publicată de James Walton.
Ford s-a căsătorit cu Emma Ethel Ford. Cuplul a avut opt copii.
Ford este comemorat în denumirea științifică a unei specii de șerpi din Hispaniola, Chilabothrus fordii⁠(d) (boa lui Ford).